# Fradique de Menezes
Fradique Bandeira Melo de Menezes (* 21. března 1942) je politik Svatého Tomáše a Princova ostrova, v letech 2001 až 2011 třetí prezident Svatého Tomáše a Princova ostrova.

## Život a kariéra
Narodil se v roce 1942 v tehdejší portugalské kolonii São Tomé. Střední školu navštěvoval v Portugalsku. Poté studoval na Instituto Superior de Psicologia Aplicada v portugalském Lisabonu a na Svobodné univerzitě v Bruselu.
V letech 1986 až 1987 byl ministrem zahraničí Svatého Tomáše a Princova ostrova. V červenci 2001 byl zvolen prezidentem, když porazil Manuela Pinto da Costu. Dne 3. září 2001 se ujal úřadu. Následně byla zpochybněna jeho způsobilost kandidovat, protože měl i portugalské občanství. Toho se vzdal a jeho kandidatura byla schválena.
Dne 16. července 2003, kdy byl na dovolené v Nigérii, došlo k vojenskému převratu vedenému Fernandem Pereirou, ale Menezes byl 23. července 2003 na základě dohody znovu uveden do úřadu.
V roce 2006 svůj post obhájil, když porazil bývalého prezidenta Miguela Trovoadu.
V únoru 2009 bylo odhaleno plánované spiknutí. Jeho členové byli následně hromadně uvězněni.